# Sunne samrealskola
Sunne samrealskola var en realskola i Sunne verksam från 1921 till 1965. 

## Historia
Skolan inrättades som högre folkskola, vilken 1921 ombildades till en kommunal mellanskola
. Denna ombildades från 1942 successivt till Sunne samrealskola.
Realexamen gavs från 1922 till 1965.
1936 stod en ny skolbyggnad klar som efter realskoletiden använts av Fryxellska skolan.